# Glacier Mendenhall
Pour les articles homonymes, voir Mendenhall.
Le glacier Mendenhall est un glacier d'environ 19 km de long, descendant à travers la vallée de Mendenhall, à environ 19 km de Juneau en Alaska, aux États-Unis. Il prend sa source dans le champ de glace Juneau et descend jusqu'au lac Mendenhall puis vers la rivière du même nom. Le glacier et ses environs sont protégés au sein de la Mendenhall Recreation Area et de la forêt nationale de Tongass.

## Toponymie
Les Tlingits l’appelaient Sitaantaagu (le « glacier derrière la ville ») ou Aak’waaksit (le « glacier derrière le petit lac »). En 1881, le naturaliste John Muir le nomma Auke, du nom de la tribu Tlingit Auk Kwann. En 1891, il fut renommé en l'honneur du météorologue et physicien américain Thomas Corwin Mendenhall.

## Description
Le glacier s'est formé il y a 3 000 ans[réf. nécessaire]. L'intérieur abrite des grottes de glace bleutée avec des plafonds aux reliefs ondulés. Il est possible de visiter ces tunnels et grottes bleutées.
Près du front du glacier Mendenhall, les cascades de Nugget Falls font une chute de 115 m dans le lac Mendenhall, alimenté par la fonte des glaces.

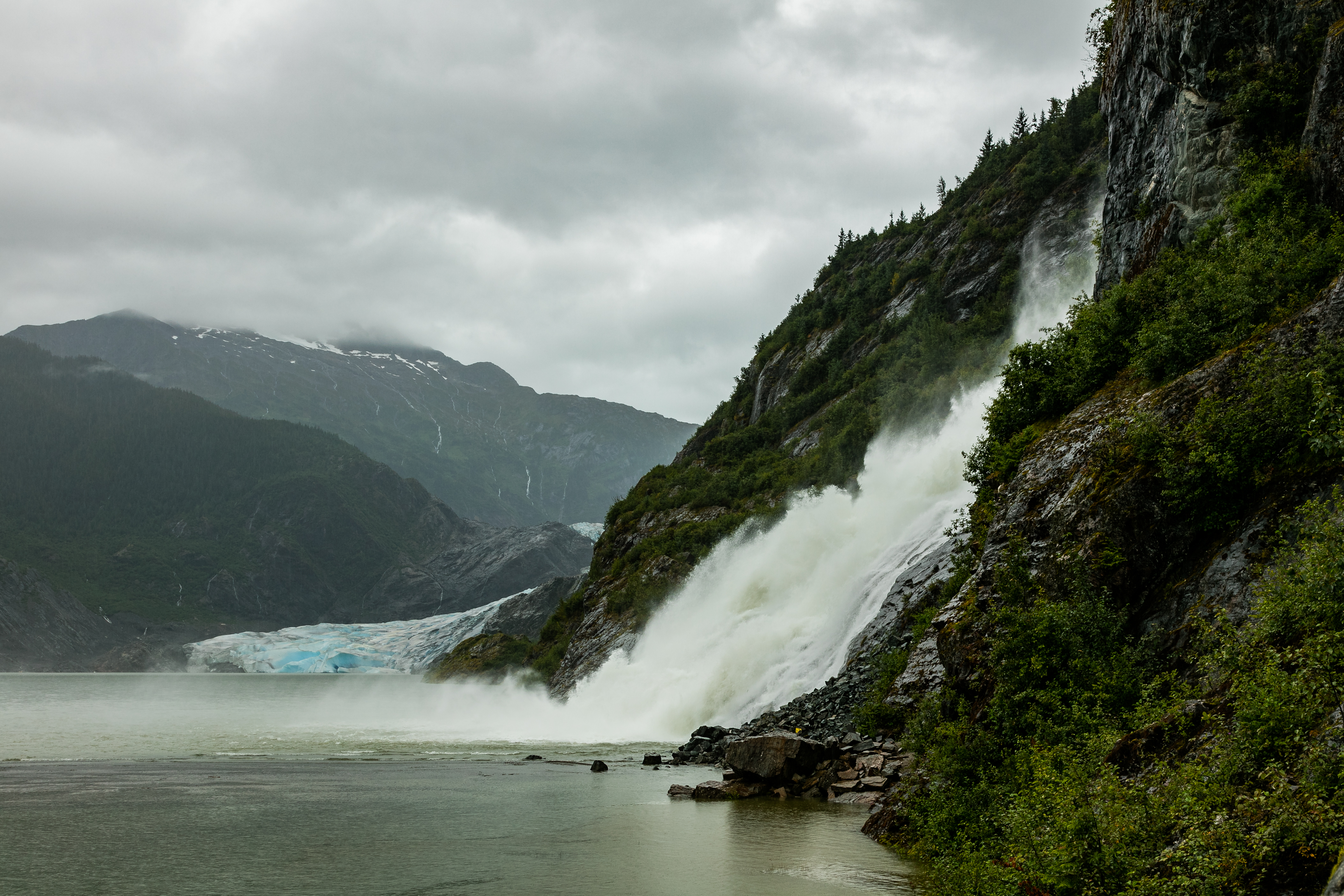
Cascade Nugget.
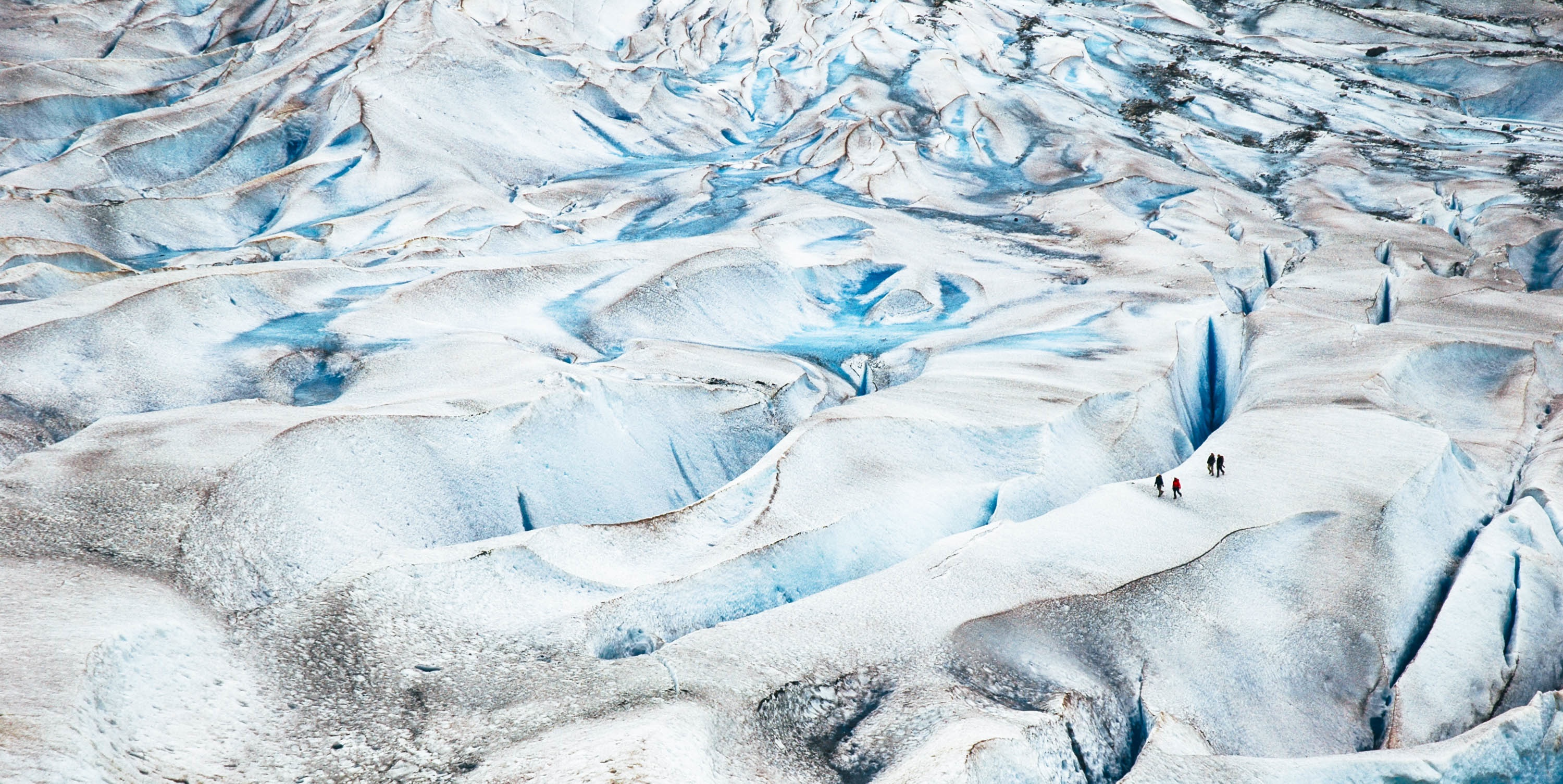
Aspect du glacier.
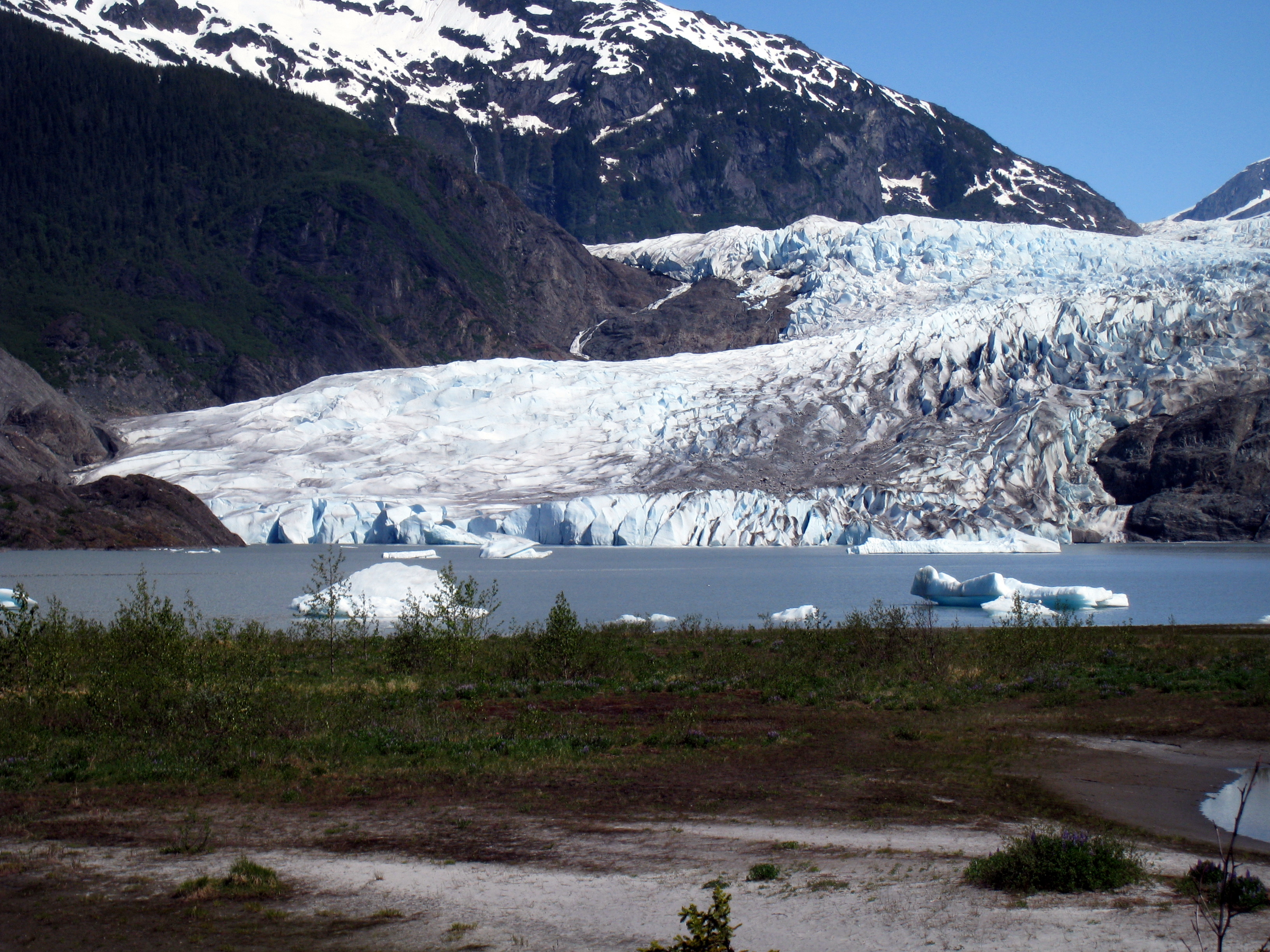
Le champ de glace.
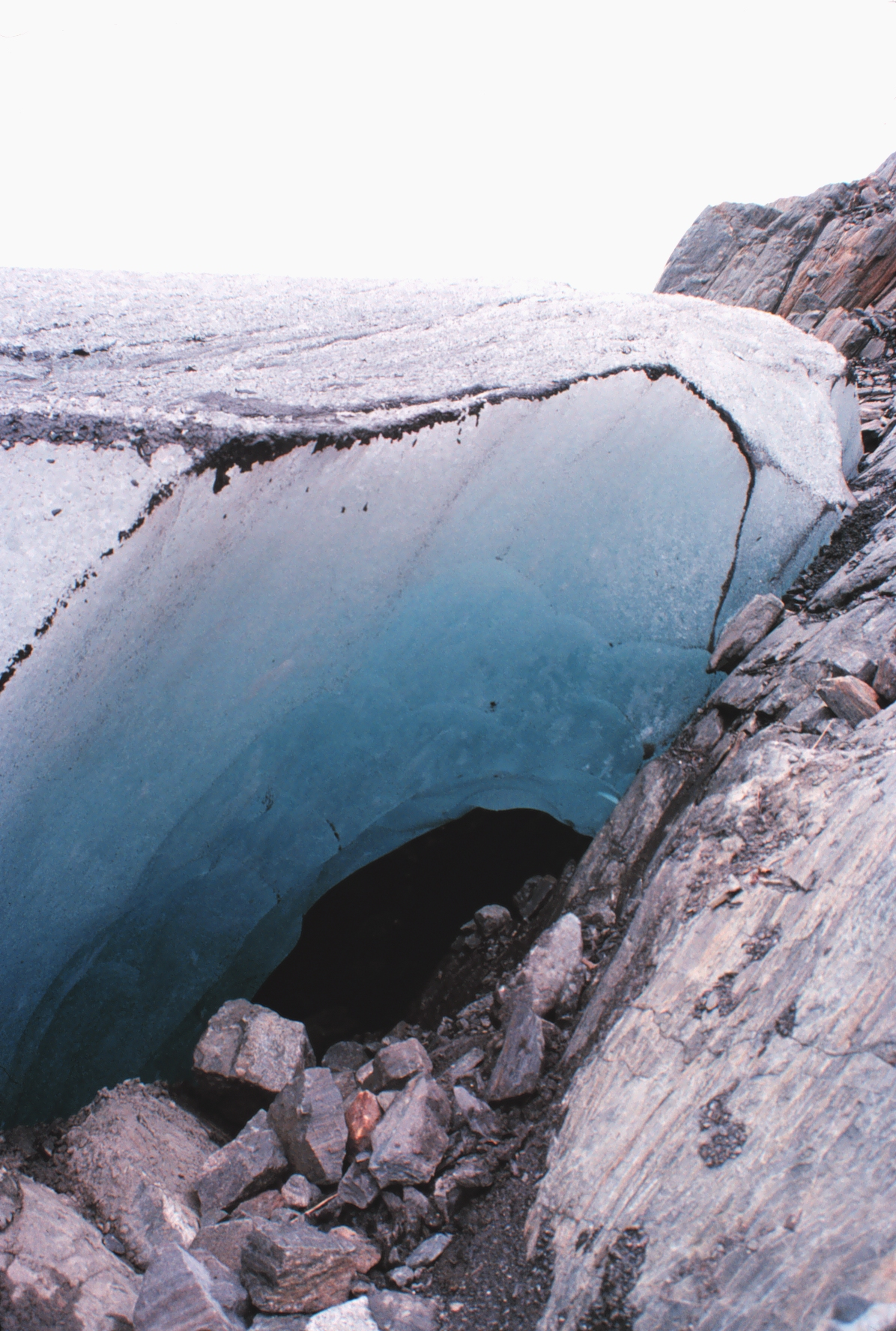
Entrée d'une grotte de glace.
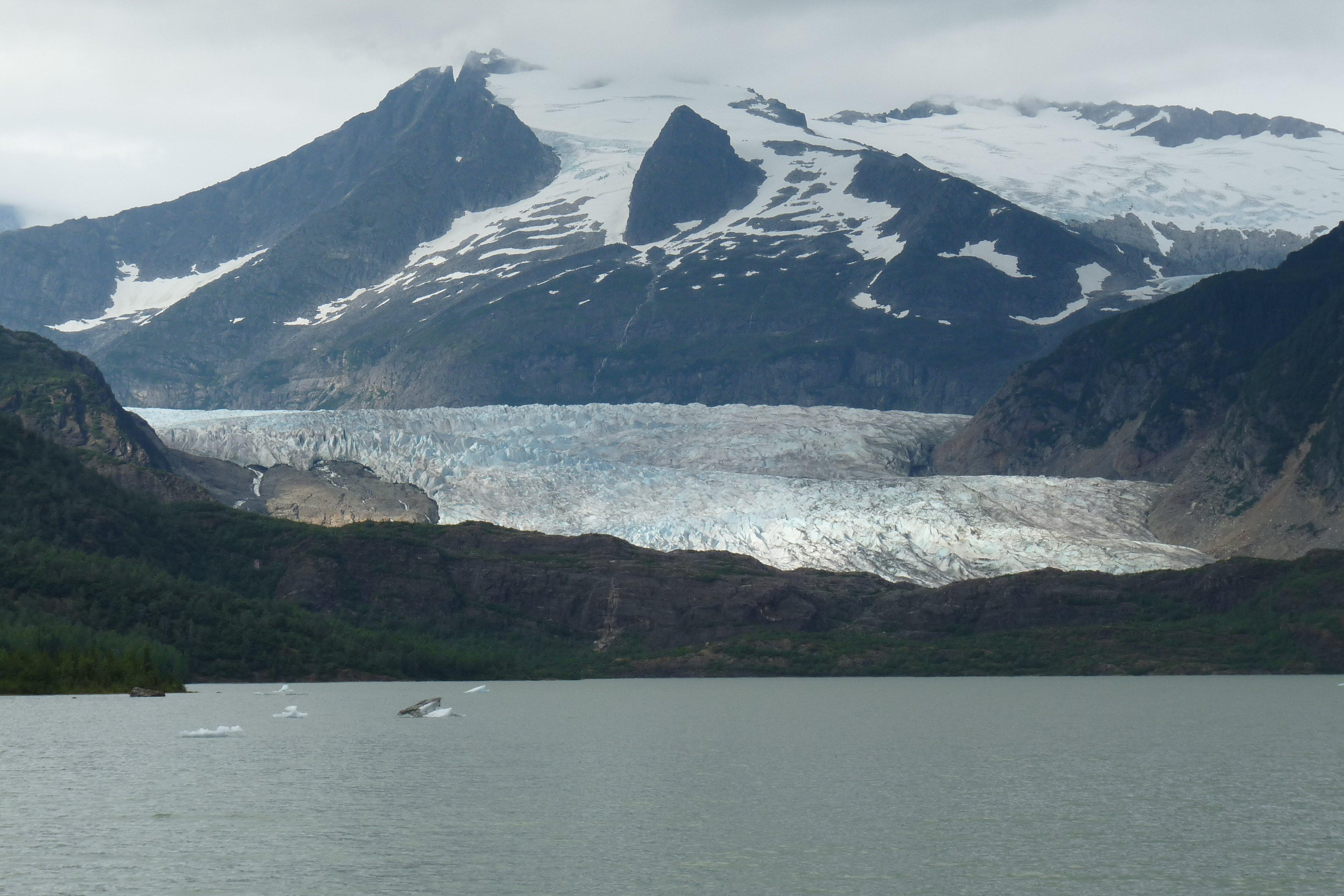
Aspect.
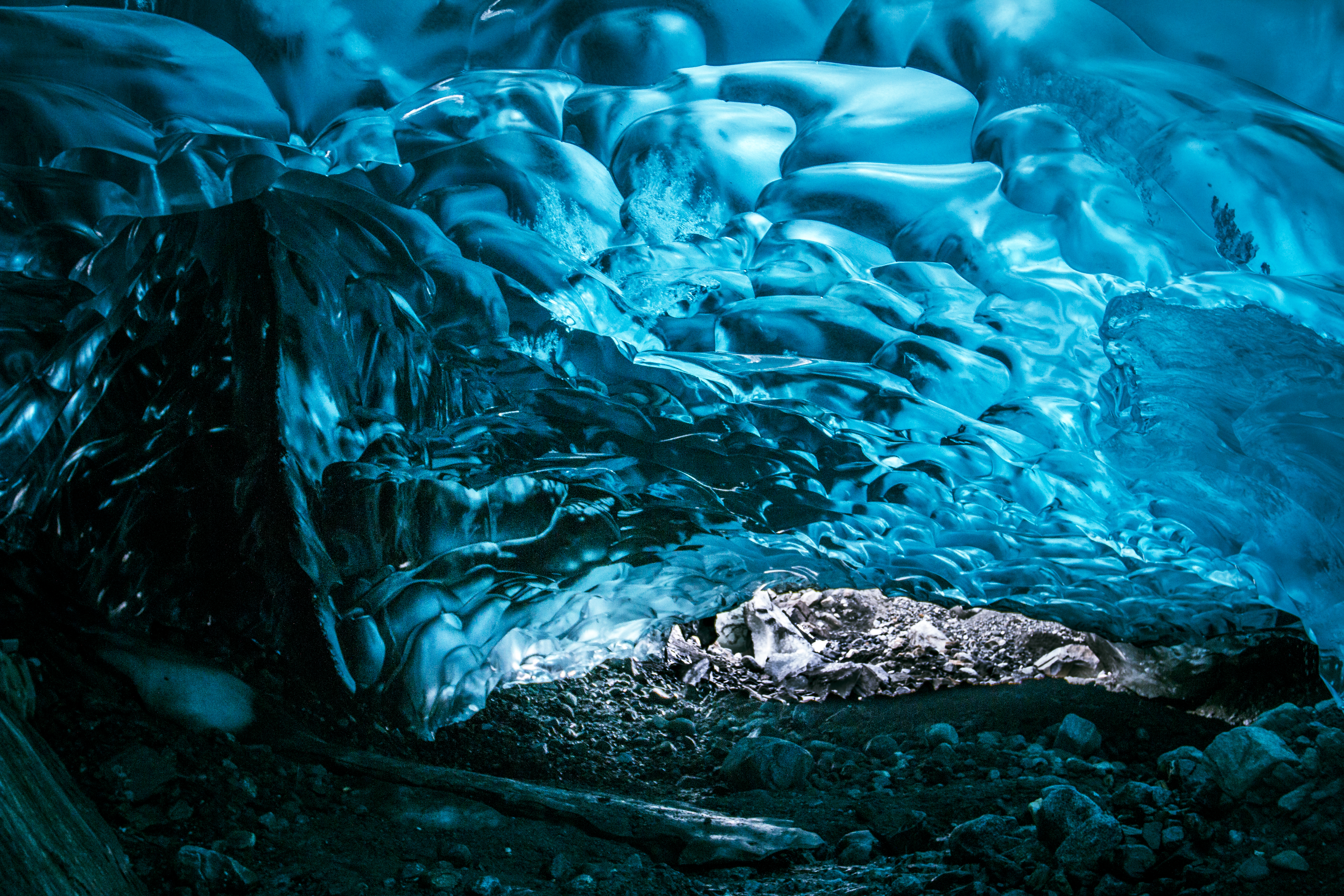
Grottes de glace souterraines.

## Évolution
Le programme de recherche du champ de glace de Juneau a surveillé l'évolution des glaciers depuis 1942. Le glacier Mendenhall s'est retiré de 2,82 km depuis 1958 lorsque le lac Mendenhall a été créé, et de plus de 4 km depuis 1500. L'aspect actuel du glacier laisse croire qu'il continuera de se retirer dans les prochaines années.